# Campionati mondiali di sollevamento pesi 1947
I Campionati mondiali di sollevamento pesi 1947, 26ª edizione della manifestazione, si svolsero a Filadelfia il 26 e 27 settembre 1947.

## Titoli in palio
Viene aggiunta una categoria, i pesi gallo. I titoli diventano sei.
| Categoria            | Eventi            | Atleti |
| -------------------- | ----------------- | ------ |
| Pesi gallo           | Fino a 56 kg      | 7      |
| Pesi piuma           | Fino a 60 kg      | 7      |
| Pesi leggeri         | Fino a 67.5 kg    | 8      |
| Pesi medi            | Fino a 75 kg      | 6      |
| Pesi massimi leggeri | Fino a 82.5 kg    | 7      |
| Pesi massimi         | Oltre gli 82.5 kg | 4      |

## Nazioni partecipanti
Ai campionati parteciparono 39 atleti rappresentanti di 12 nazioni. Sei di queste entrarono nel medagliere. Da rilevare che l'Unione Sovietica non partecipò ai campionati poiché i visti d'ingresso per gli Stati Uniti non giunsero in tempo utile; inoltre altre nazioni – tra le quali la Svezia e l'Egitto – non parteciparono per gli alti costi della trasferta. Tra parentesi i partecipanti per nazione.
- Argentina  (3)
- Canada  (2)
- Cecoslovacchia  (3)
- Corea del Sud  (3)
- Cuba (3)
- Finlandia  (2)
- Francia  (4)
- Guyana britannica  (3)
- Panama  (2)
- Regno Unito  (1)
- Stati Uniti  (12)
- Trinidad e Tobago  (1)

## Risultati
in questa edizione si stabilirono tre record del mondo, nei pesi gallo, medi e massimi.
| Evento        | Oro              | Oro   | Argento            | Argento | Bronzo           | Bronzo |
| ------------- | ---------------- | ----- | ------------------ | ------- | ---------------- | ------ |
| 56 kg         | Joseph DePietro  | 300,0 | Richard Tom        | 287,5   | Rosaire Smith    | 277,5  |
| 60 kg         | Robert Higgins   | 310,0 | Nam Su-il          | 307,5   | Emerick Ishikawa | 302,5  |
| 67.5 kg       | Pete George      | 352,5 | Tony Terlazzo      | 350,0   | John Stuart      | 342,5  |
| 75 kg         | Stanley Stanczyk | 405,0 | Frank Spellman     | 375,0   | Kim Seong-Jip    | 352,5  |
| 82.5 kg       | John Terpak      | 387,5 | Keevil Daly        | 370,0   | Juhani Vellamo   | 367,5  |
| Oltre 82.5 kg | John Davis       | 455,0 | Norbert Schemansky | 412,5   | Václav Bečvář    | 360,0  |

## Medagliere
| Posiz. | Nazione           | Oro | Argento | Bronzo | Totale |
| ------ | ----------------- | --- | ------- | ------ | ------ |
| 1      | Stati Uniti       | 6   | 4       | 1      | 11     |
| 2      | Corea del Sud     | 0   | 1       | 1      | 2      |
| 3      | Guyana britannica | 0   | 1       | 0      | 1      |
| 4      | Canada            | 0   | 0       | 2      | 2      |
| 5      | Cecoslovacchia    | 0   | 0       | 1      | 1      |
| 5      | Finlandia         | 0   | 0       | 1      | 1      |
| Totale | Totale            | 6   | 6       | 6      | 18     |

## Classifica a squadre
Il sistema di punteggio è basato sui punti distribuiti per l'esercizio totale in base allo schema adottato nel 1946:
| Pos. | Squadra           | Punti |
| ---- | ----------------- | ----- |
| 1    | Stati Uniti       | 27    |
| 2    | Corea del Sud     | 3     |
| 3    | Guyana britannica | 2     |
| 4    | Canada            | 2     |
| 5    | Finlandia         | 1     |
| 6    | Cecoslovacchia    | 1     |